# Lac Faguy
Lac Faguy är en sjö i Kanada.   Den ligger i regionen Mauricie och provinsen Québec, i den sydöstra delen av landet, 400 km norr om huvudstaden Ottawa. Lac Faguy ligger 406 meter över havet. Arean är 3,9 kvadratkilometer. Den sträcker sig 3,5 kilometer i nord-sydlig riktning, och 3,3 kilometer i öst-västlig riktning.
I omgivningarna runt Lac Faguy växer i huvudsak blandskog. Trakten runt Lac Faguy är nära nog obefolkad, med mindre än två invånare per kvadratkilometer.